# A vallás Afrikában
A mai Afrika élete saját tradíciójának és a gyarmatosítás következményeinek produktuma. Vallásilag a meghatározó tényezők: a keresztény és iszlám misszió és a terjedő szinkretizmus.
A hatalmas afrikai kontinensen többnyire vagy a kereszténység vagy az iszlám vált uralkodóvá bizonyos régiókban. Az új vallásokat viszont gyakran a körülményekhez igazították, s új és jellegzetes afrikai stílussal és tartalommal ruházták fel őket (lásd: Afrikai Intézményesült Egyházak).

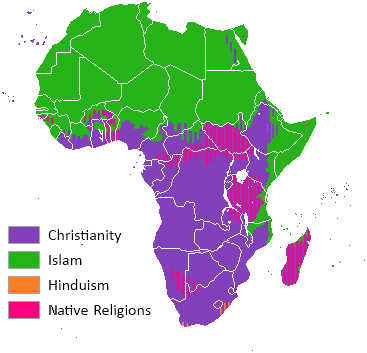
Az uralkodó vallások Afrikában
lila: kereszténység ; zöld: iszlám
sárga: hinduizmus ; rózsaszín:törzsi vallások

## Általános jellemzés
Jóllehet nem létezik egységes afrikai vallás, számos kísérlet történt az Afrikában fellelhető vallási jellegzetességek körülhatárolására:
- Nagy tisztelet övezi a mindenek felett álló legfőbb lényt, aki gyakran az éggel vagy a Nappal áll szoros kapcsolatban, és háttérbe szorítja az összes természetfeletti társát, mint teremtő, mindenható és örökkévaló Isten [2]
- Nagy hangsúlyt kap Isten bizonyos személyeket és hivatalviselőket inspiráló hatalma
- A vallásnak fontos szerepe van a társadalmi és kozmikus erők fenntartásában
- Megfigyelhető az ősök fontossága (lásd: őstisztelet)
- Átmeneti rítusok tartják fenn a stabilitást és a rendet (az emberi élet nagy átmeneteit jelölő szertartások)
- Nagy szerepet játszik a mágia és a boszorkányság
- A szájhagyomány jelentős, a mítoszvilág gazdag és színes tartalmú
- Hangsúlyos a környezet szent és gyakran sérthetetlen jellege: a természet szinte valamennyi elemének van vallásos tartalma

A vallás része az emberek mindennapi életének. Az áldozati szertartásokat minden fontos alkalomkor elvégzik, amilyen a születés, az avatás és a házasság. Egy esemény sem jár annyi vallási tevékenységgel, mint a halál. Az elmúlás a legnagyobb váltás. Az afrikainak a halállal szemben van a legnagyobb szüksége a vigasztalásra. A temetési szertartás nemcsak azokat a szálakat erősíti, amelyeket minden ember érez maga és az ősök között, hanem megerősíti a családtagok közötti összetartozást is. A temetési rítusok fontos része az ősök szellemének felidézése. 
Fekete-Afrika területén igen sok és sokféle titkos társaság működik. Ezek általában a nemzetségi, területi szervezetek felett állnak. Az adott közösség kiváltságos elemeit tömörítik. Céljuk a tagok érdekvédelmén kívül a rend fenntartása, az igazságszolgáltatás, olykor a hatalom megszerzése. A társaságokba a belépés feltételekhez van kötve (életkor, vagyon stb.), és avatási szertartás keretében zajlik. E társaságok közös jellemzője a titkosság, amelynek megsértése esetleg halállal jár. Gyakran erdők mélyén folynak a titkos szertartások. A szövetségek kultuszainak középpontjában más-más szellem áll, erről nevezik el magukat, ettől kapnak sugalmazást a rend fenntartására, válságos helyzetek megoldására. 
Afrika szerte hisznek az ómenekben, a szellemvilágtól jövő jósjelekben. Ezek helyes értelmezésével a bajokat el lehet kerülni, meg lehet tudni a jövendőt is. Sokféle jósjelet ismernek, amelyből következtetéseket lehet levonni: a csillagok állásából, a vízből, álomképekből stb. Jóslással hivatásos jósok és a szellemek által megszállt személyek foglalkoznak. 
A különböző ártalmak (pl. szemmel verés) ellen elsősorban amulettel, fétissel (a bennük levő varázserő által) védekeznek. A bantu népek nagy része szerint senki nem hal meg természetes halállal. Minden betegségben és balesetben egy boszorkány vagy varázsló tette van benne. 
Szerte a kontinensen ismerik a termékenység- vagy a földistennő fogalmát, aki biztosítja a termést, a gyermekáldást stb. 
Fekete-Afrika jelenleg átmeneti állapotban van vallási helyzetét tekintve. A keresztény és iszlám hittérítés, a nyugati technikai kultúra és szekularizáció, valamint az ateista propaganda  váltotta ki ezt az állapotot. 
Az afrikai fiatalok többsége ma már városlakó. A városba település sokszor "talajvesztéssel" jár. Megszűnik a törzsi, közösségi kapcsolat. Lakás- és családproblémák lépnek fel. Az afrikai városokban is mindinkább eluralkodik a korrupt szellem, a meggazdagodás lidércfénye. Ha valaki meg is marad a jó úton, kevésnek érzi a falun kapott vallási ismereteket. Még problematikusabbá válnak a régi hagyományok. A városi lakos próbál afrikai maradni, de nem tudja hogyan, hisz egész környezete mesterséges, idegen értékrendszer uralkodik benne. 

## Kereszténység

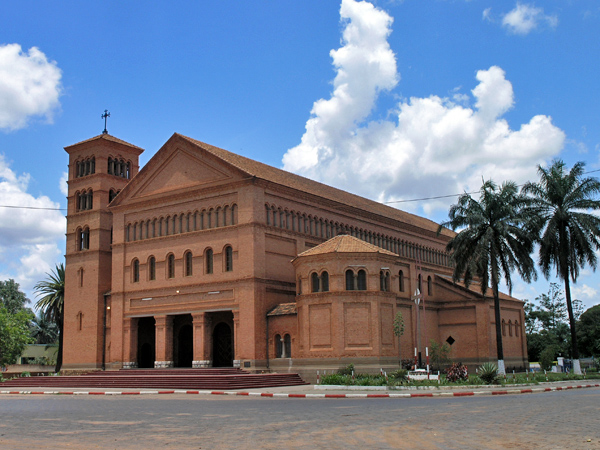
Római katolikus székesegyház Lubumbashiban (Kongói Dem. Közt.)

Észak-Afrikában az 1. században jelent meg, majd a 2-4. század között vert erős gyökeret a kereszténység (lásd: ókeresztény egyház), de a 7-8. században csaknem mindenhol kiszorította az iszlám (az egyiptomi és etióp vallási "szigetek" kivételével), amely a 9. századtól kezdve behatolt a kontinens belső területére és Kelet-Afrikába is.
A kereszténység a 16. században nagyobb arányú missziós tevékenységbe kezdett, amely a 19. században vett újabb lendületet. A földrész déli felén ma többségben vannak, számuk évente 3-4%-kal növekszik. Az afrikai országok függetlenné válása után különösen a katolikus egyház növekedése gyorsult fel.
A kereszténység térhódításában nem csekély szerepet játszanak Fekete-Afrika területén az ún. bennszülött "független egyházak", amelyek ugyan keresztény talajból nőttek ki, de nagymértékben alkalmazkodtak a sajátos afrikai környezethez (szinkretizmus). A régi törzsi vallás beszüremkedése a kereszténységbe elsősorban az Afrikai Intézményesült Egyházakban történik. Ezek gyakran megszállott, prófétikus igehirdetők vezetése alatt állnak. Követőik száma meghaladja az 50 millió főt.
Ma az afrikai keresztények nagyszámú egyházhoz tartoznak. 2000-ben kb. 380 millió keresztény volt, az összlakosság kb. 43-46%-a, ebből kb. 150 millió volt pünkösdi vagy karizmatikus keresztény. Nagyarányú növekedést mutatnak a hetednapi adventisták és a Jehova tanúi is.

## Iszlám
Észak-Afrikában az iszlám az uralkodó vallás és a Szaharától északra fekvő államokban a keresztények csak megtűrt kisebbséget alkotnak. Az évszázadok folyamán kialakult az együttélés formája: a keresztények tudják, mennyiben gyakorolhatják "kifelé" is vallásukat, hol találkoznak korlátokkal.
Ma mintegy 300 millió muzulmán hívő él Afrikában, a kontinens össznépességének kb. 41-43%-a. A muszlimok csaknem fele a Szaharától délre fekvő országokban él.
Fekete-Afrikában a keresztények és muszlimok viszonya általában zavartalanabb. A függetlenségi harcok folyamán mindkét csoport tudatára ébredt, hogy függetleníteni kell magukat az idegenektől. A "fekete muzulmánok" ezért bizonyos tartózkodással viseltetnek északi, arab hitsorsosaik iránt. Az utóbbi időben azonban érezhetőbbé vált az iszlám újraébredése. Sok adomány érkezik a Közel-Keletről a mecsetek, korániskolák alapítására. Az iszlám hithirdetői éppúgy szeretnék megnyerni maguknak Afrika animista csoportjait, mint a keresztények.

## Hagyományos vallások

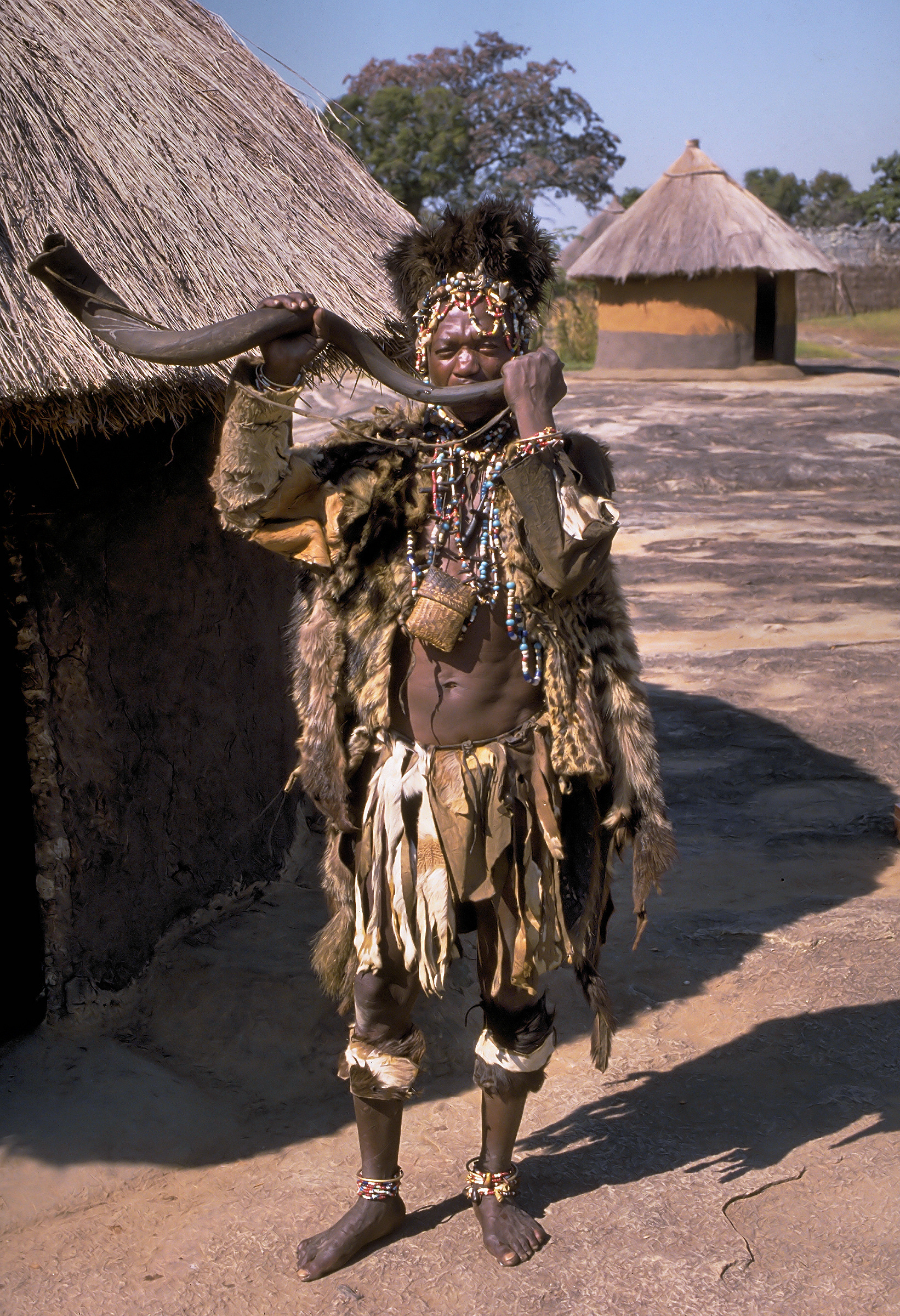
Shona törzsi gyógyító Zimbabwéban

Eredetileg animista törzsi vallások léteztek csak Afrikában. A különböző fejlettségi fokon álló vadász, állattenyésztő vagy földművelő népek vallásában szerepel egyfajta hit a teremtő istenségben (a Nagy Úrban).
A hagyományos vallások hívei hisznek különféle szellemi erőkben, amelyek hatással vannak az emberekre. Közös vonásuk még az ősök tisztelete, a totemizmus és fetisizmus.

## Vallásföldrajzi régiók

### Észak-Afrika
Észak-Afrika vallási tekintetben egységes régió: a lakosság zöme az iszlám szunnita irányzatának követője (90-99%). Az iszlám előtti kereszténység máig megmaradt Egyiptomban, ahol a lakosság 8-10%-a keresztény (zömmel a kopt egyház híve). Minden országban él keresztény kisebbség (átlagban 1-2%). Közülük a legtöbb katolikus, de vannak ortodox és protestáns felekezethez tartozók is.

### Északkelet-Afrika
Északkelet-Afrika etnikai szempontból átmenetet képez Fehér- és Fekete-Afrika között. Dzsibutiben és Szomáliában túlnyomórészt muszlimok élnek; Eritreában a lakosság kb. fele, Etiópiában a lakosság kb. 1/3-a az iszlám híve.

### Kelet-Afrika
Kelet-Afrika területe etnikai szempontból a bantu és nilóta népek érintkezési területe. Rajtuk kívül kusita népek, szudáni feketék, arabok, indiaiak, európaiak is élnek itt. A régió etnikai heterogenitását tükrözi a vallási megoszlás is. A törzsi vallások híveinek aránya rohamosan csökken. A bevándorolt indiaiak zöme hindu, kisebb részben muszlim vagy keresztény. Madagaszkáron a lakosság mintegy fele még mindig a hagyományos törzsi vallások követője (sokan csak névlegesen keresztények).

### Nyugat-Afrika
Nyugat-Afrika területéhez mintegy 16 ország tartozik. A túlnyomórészt a guineai nyelvcsoport tartozó fekete lakosság vallási szempontból a hagyományos törzsi vallások, valamint a középkor óta az északról terjedő iszlám és a hittérítők révén délről terjedő kereszténység között oszlik meg. Feltételezhető, hogy hamarosan a kereszténység és az iszlám fog osztozni Nyugat-Afrika teljes lakosságán.
A törzsi vallások hívei a lakosság jelentős részét teszik még ki Togóban, Beninben, Sierra Leonéban, Elefántcsontparton, Bissau-Guineában, Libériában.

### Egyenlítői-Afrika
Közép-Afrika területének lakói északon főleg a szudáni nyelvcsoporthoz tartozó törzsek, délen főleg bantuk. A kereszténység és az iszlám terjedése következtében a törzsi vallások követőinek szám itt is egyre fogy. Terjednek ugyanakkor a különböző bennszülött keresztény szekták, "független egyházak". 
Az iszlám főleg északon terjedt el.

### Dél-Afrika
Dél-Afrika a Kongó-medencétől délre fekvő területe; többnyire bantuk lakják, a fehérek száma csak a Dél-afrikai Köztársaságban jelentősebb.
A törzsi vallások követői az utóbbi évtizedekben nagy számban tértek át a keresztény hitre, de még mindig jelentős kisebbséget alkotnak e hagyományos vallások.

## Országonként

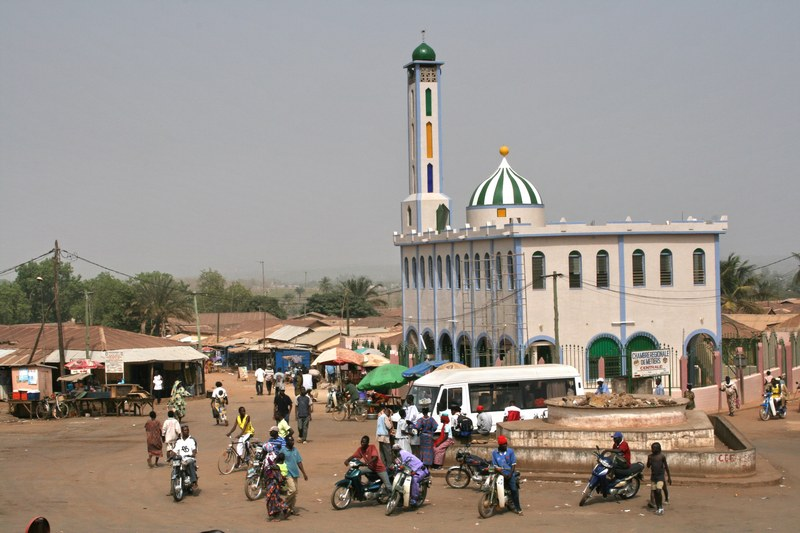
A Nagy Mecset Sokodéban, Togóban

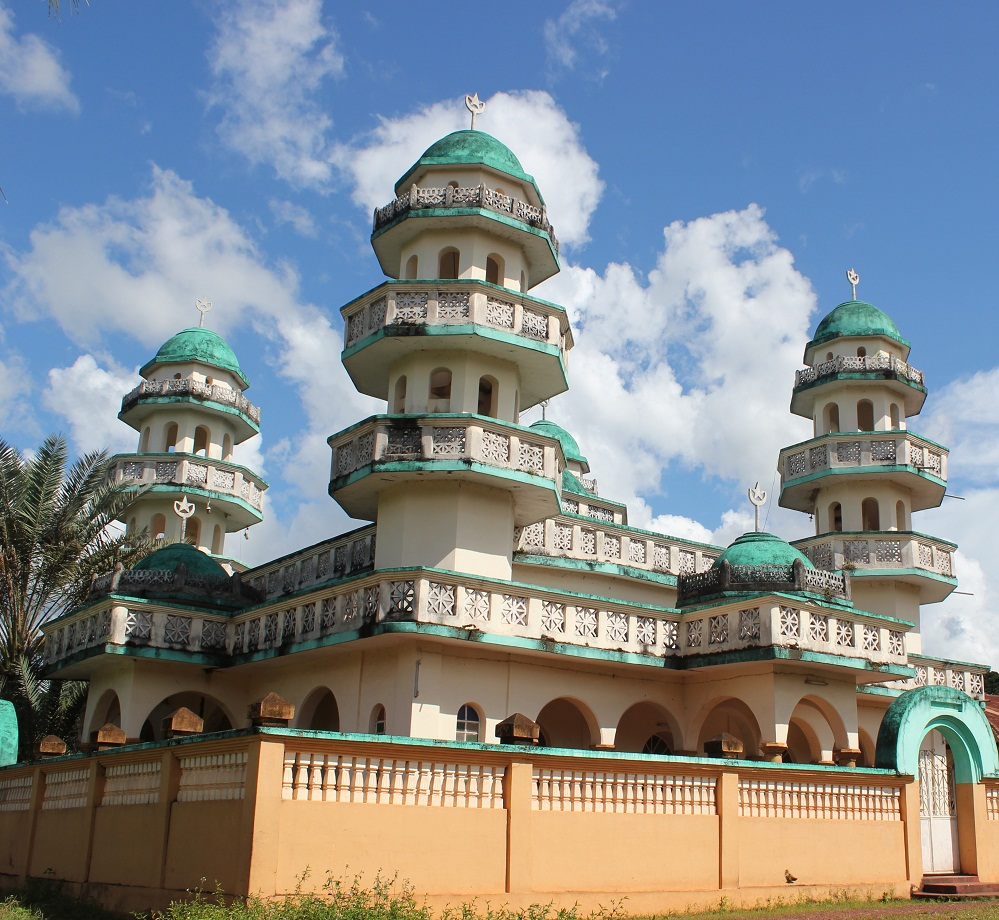
Mecset Sierra Leonéban

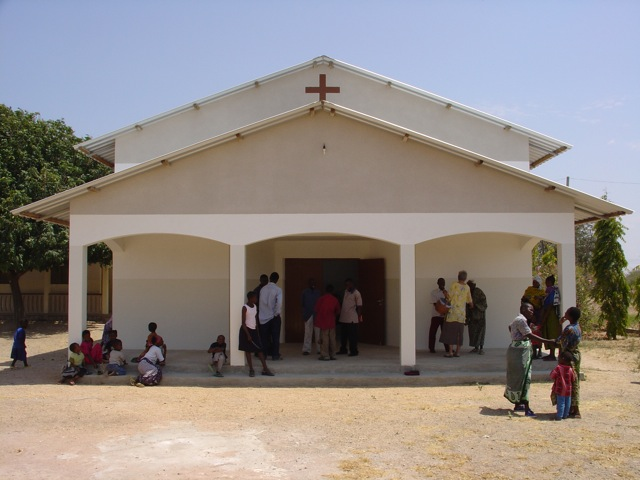
Keresztény templom Dodomában, Tanzániában

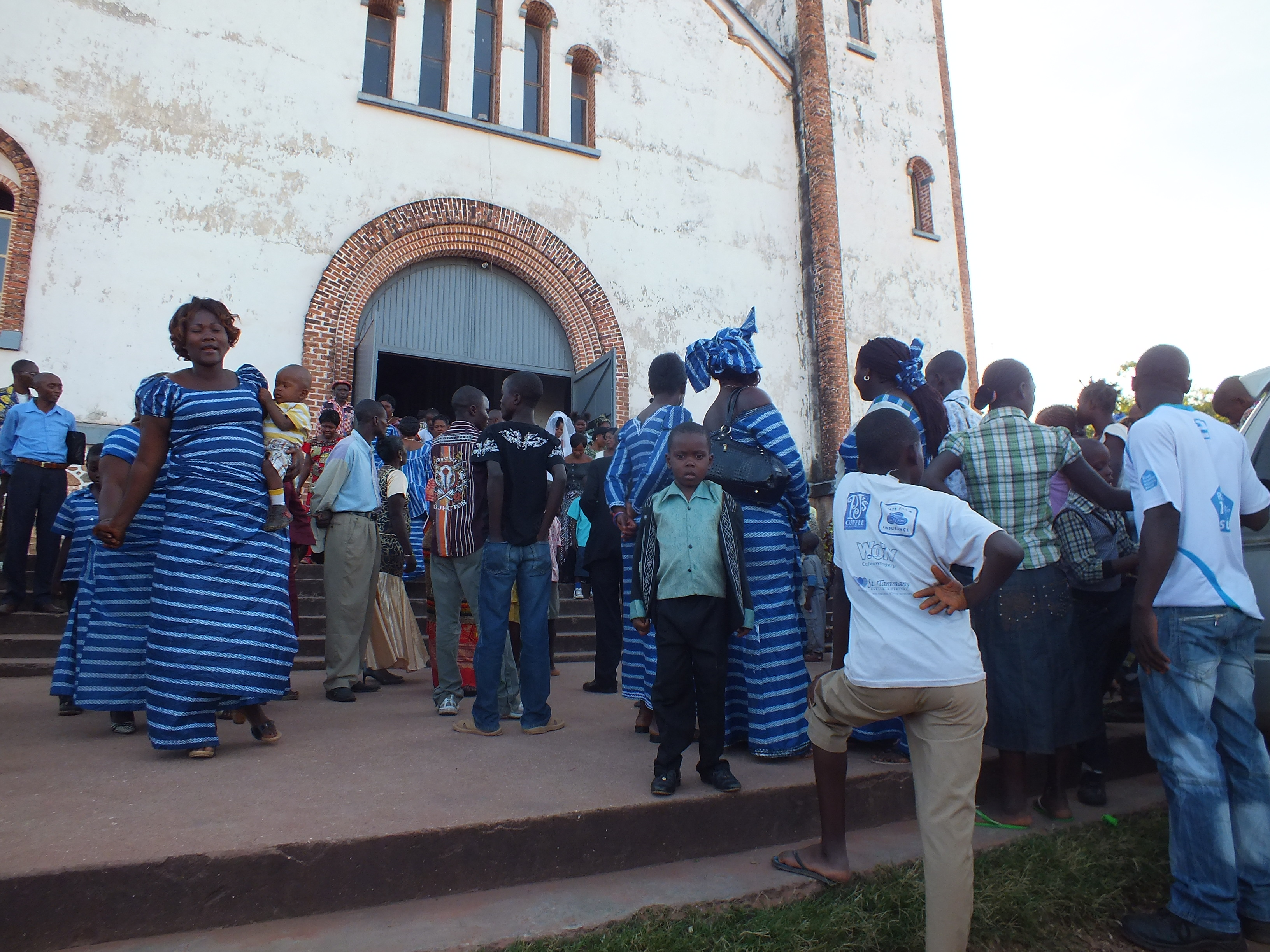
Emberek egy esküvőn egy templom előtt a Kongói Dem. Közt.-ban

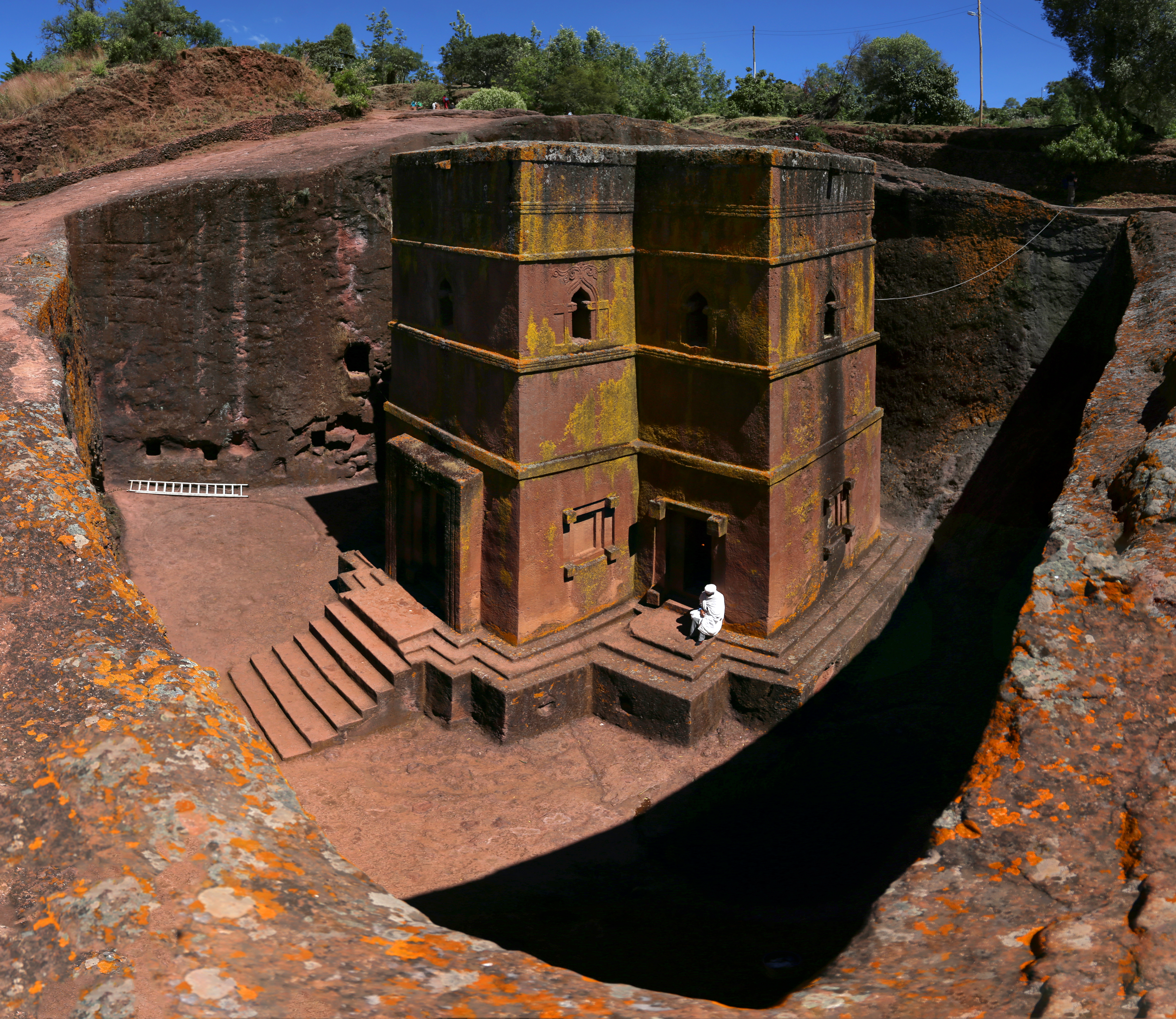
Sziklába vájt ortodox templom Lalibelában, Etiópiában

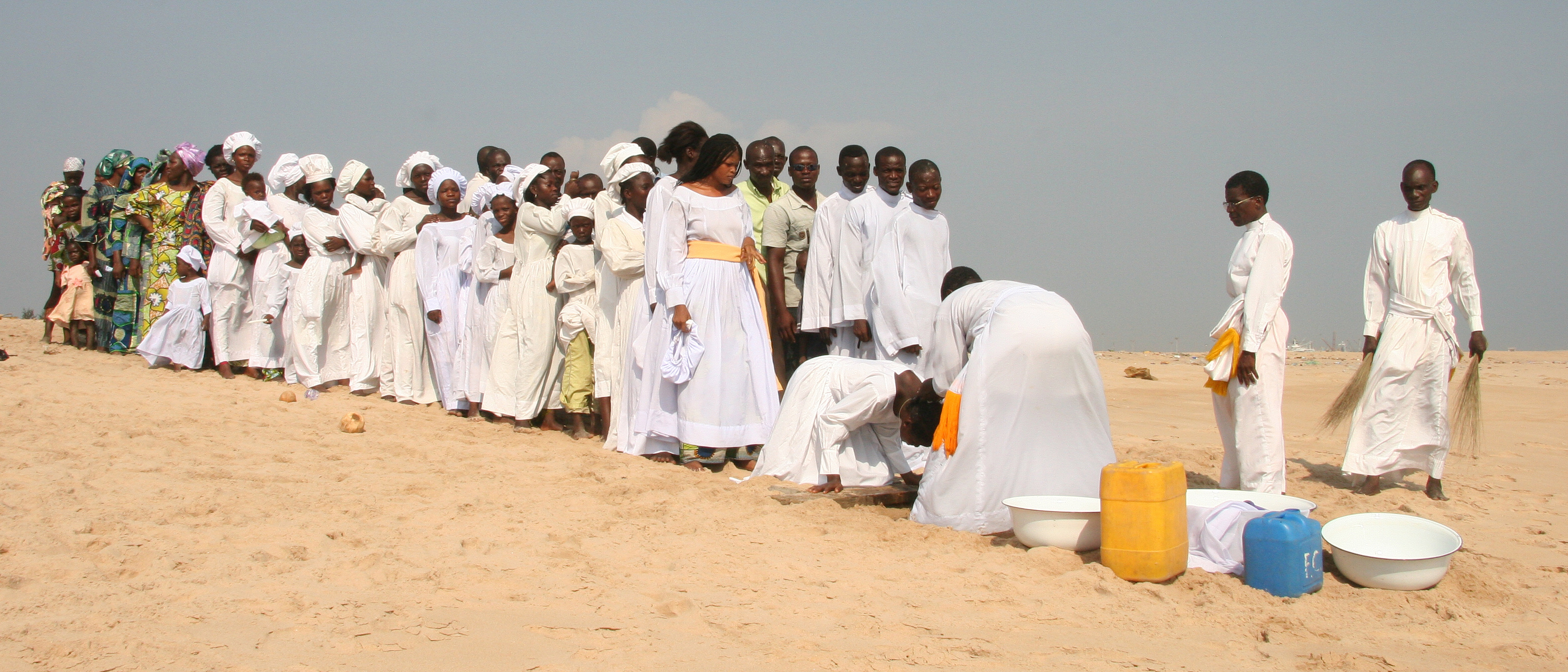
Csoportos keresztség Nyugat-Afrikában

| ország (zárójelben az adatforrás) | régió         | keresztény | muszlim | hagyományos vallású |
| --------------------------------- | ------------- | ---------- | ------- | ------------------- |
| Angola                            | Közép-Afrika  | 95         | 0.5     | 4.5                 |
| Csád                              | Közép-Afrika  | 44.1       | 52.1    | 3.8                 |
| Egyenlítői-Guinea                 | Közép-Afrika  | 93         | 1       | 6                   |
| Gabon                             | Közép-Afrika  | 73         | 10      | 17                  |
| Kamerun                           | Közép-Afrika  | 69.2       | 20.9    | 9.9                 |
| Közép-afrikai Köztársaság         | Közép-Afrika  | 80.3       | 10.1    | 9.6                 |
| Kongói Demokratikus Köztársaság   | Közép-Afrika  | 95.8       | 1.5     | 2.7                 |
| Kongói Köztársaság                | Közép-Afrika  | 85.9       | 1.2     | 12.9                |
| São Tomé és Príncipe              | Közép-Afrika  | 97         | 2       | 1                   |
| Burundi                           | Kelet-Afrika  | 75         | 5       | 20                  |
| Comore-szigetek                   | Kelet-Afrika  | 2          | 98      | 0                   |
| Kenya                             | Kelet-Afrika  | 78         | 10      | 12                  |
| Madagaszkár                       | Kelet-Afrika  | 41         | 7       | 52                  |
| Malawi                            | Kelet-Afrika  | 79.9       | 12.8    | 7.3                 |
| Mauritius                         | Kelet-Afrika  | 32.2       | 16.6    | 51.2                |
| Mayotte                           | Kelet-Afrika  | 3          | 97      | 0                   |
| Mozambik                          | Kelet-Afrika  | 56.1       | 17.9    | 26                  |
| Réunion                           | Kelet-Afrika  | 84.9       | 2.1     | 13                  |
| Ruanda                            | Kelet-Afrika  | 93.6       | 4.6     | 1.8                 |
| Seychelle-szigetek                | Kelet-Afrika  | 93.1       | 1.1     | 5.8                 |
| Dél-Szudán                        | Kelet-Afrika  | 60.5       | 6.2     | 32.9                |
| Tanzánia                          | Kelet-Afrika  | 61.4       | 35.2    | 1.8                 |
| Uganda                            | Kelet-Afrika  | 84         | 12      | 4                   |
| Zambia                            | Kelet-Afrika  | 87         | 1       | 12                  |
| Dzsibuti                          | Afrikai szarv | 6          | 94      | 0                   |
| Eritrea                           | Afrikai szarv | 49         | 47      | 2                   |
| Etiópia                           | Afrikai szarv | 62.8       | 33.9    | 3.3                 |
| Szomália                          | Afrikai szarv | 0.2        | 99.8    | 0                   |
| Algéria                           | Észak-Afrika  | 1          | 99      | 0                   |
| Egyiptom                          | Észak-Afrika  | 10         | 90      | 0                   |
| Líbia                             | Észak-Afrika  | 2.7        | 96.6    | 1                   |
| Marokkó                           | Észak-Afrika  | 0.9        | 99.0    | 0                   |
| Szudán                            | Észak-Afrika  | 3          | 97      | 0                   |
| Tunézia                           | Észak-Afrika  | 1          | 98      | 1                   |
| Botswana                          | Dél-Afrika    | 71.6       | 0.3     | 28.1                |
| Lesotho                           | Dél-Afrika    | 90         | 0       | 10                  |
| Namíbia                           | Dél-Afrika    | 90         | 0       | 10                  |
| Dél-afrikai Köztársaság           | Dél-Afrika    | 79.7       | 1.5     | 18.9                |
| Szváziföld                        | Dél-Afrika    | 90         | 1       | 9                   |
| Zimbabwe                          | Dél-Afrika    | 84         | 1       | 15                  |
| Benin                             | Nyugat-Afrika | 42.8       | 24.4    | 32.8                |
| Burkina Faso                      | Nyugat-Afrika | 29.9       | 61      | 16                  |
| Zöld-foki Köztársaság             | Nyugat-Afrika | 85         | 1.8     | 0.2                 |
| Elefántcsontpart                  | Nyugat-Afrika | 45.7       | 40.2    | 12.8                |
| Gambia                            | Nyugat-Afrika | 9          | 90      | 1                   |
| Ghána                             | Nyugat-Afrika | 71.2       | 17.6    | 11.2                |
| Guinea                            | Nyugat-Afrika | 10         | 85      | 5                   |
| Bissau-Guinea                     | Nyugat-Afrika | 30         | 45      | 20                  |
| Libéria                           | Nyugat-Afrika | 85.5       | 12.2    | 2.2                 |
| Mali                              | Nyugat-Afrika | 5          | 90      | 5                   |
| Mauritánia                        | Nyugat-Afrika | 0.1        | 99.9    | 0                   |
| Niger                             | Nyugat-Afrika | 10         | 80      | <10                 |
| Nigéria                           | Nyugat-Afrika | 49.1       | 50.5    | 1.4                 |
| Szenegál                          | Nyugat-Afrika | 5          | 94      | 1                   |
| Sierra Leone                      | Nyugat-Afrika | 10         | 60      | 30                  |
| Togo                              | Nyugat-Afrika | 29         | 20      | 51                  |

## Megjegyzés
1. ↑  egymástól igen eltérő felmérések készültek